# Benasau (kommunhuvudort)
Benasau är en kommunhuvudort i Spanien.   Den ligger i provinsen Provincia de Alicante och regionen Valencia, i den östra delen av landet, 300 km sydost om huvudstaden Madrid. Benasau ligger 707 meter över havet och antalet invånare är 241.
Terrängen runt Benasau är kuperad. Runt Benasau är det glesbefolkat, med 12 invånare per kvadratkilometer. Närmaste större samhälle är Alcoy, 11,5 km väster om Benasau. 